# Usbekistaniinae
Usbekistaniinae es una subfamilia de foraminíferos bentónicos de la Familia Ammodiscidae, de la Superfamilia Ammodiscoidea, del Suborden Ammodiscina y del Orden Astrorhizida. Su rango cronoestratigráfico abarca desde el Silúrico hasta la Actualidad.

## Discusión
Clasificaciones previas incluían Usbekistaniinae en el Suborden Textulariina del Orden Textulariida. Otras clasificaciones han incluido Usbekistaniinae en la Familia Tolypamminidae.

## Clasificación
Usbekistaniinae incluye a los siguientes géneros:
- Flagrospira †
- Glomospira
- Repmanina
- Turritellella, también considerada en la Subfamilia Turritellellinae
- Usbekistania

Otros géneros considerados en Usbekistaniinae son:
- Discospirella, aceptado como Usbekistania
- Gordiammina, aceptado como Glomospira
- Seguenza, aceptado como Glomospira
- Tolypamminella, aceptado como Glomospira
- Turritellopsis, aceptado como Turritellella